# Tom Schwarz (boxeador)
Tom Schwarz (nacido el 29 de mayo de 1994) es un boxeador profesional alemán que con 24 años ya era campeón Intercontinental de la Organización Mundial de Boxeo (OMB) y sumaba 24 victorias y ninguna derrota, hasta su combate con Tyson Fury (junio 2019).

### Carrera profesional
Su carrera como boxeador profesional se inició el 29 de agosto de 2012, con una victoria por KO, muy rápida (20 segundos), sobre Mario Schmidt, alemán de 34 años. [2] Después de alcanzar un récord de 12-0-0 (8 KO's), aceptó el desafío del también contendiente alemán Konstantin Airich y ganó por decisión unánime en una pelea a ocho asaltos.
En su 15ª pelea profesional, el 15 de noviembre de 2015, Schwarz se le permitió pelear contra Ilja Mezencev por el título de Campeón del Mundo Juvenil de la OMB . En la primera ronda, Schwarz cayó contra Mezencev, quien hasta el momento había ganado sus diez peleas profesionales por nocaut, y el réferi inició la cuenta. En el curso posterior de la pelea, Schwarz pudo sobreponerse, dominar a su rival y, finalmente, ganar en el séptimo asalto por nocaut. [3]
El 4 de junio de 2016, Schwarz luchó contra otro compatriota, Dennis Lewandowski, invicto en nueve combates, por el título mundial juvenil del Consejo Mundial de Boxeo (CMB). Esta pelea también representó la segunda defensa del título del Título Mundial Juvenil de la OMB . Schwarz dominó claramente la lucha de diez asaltos y ganó por decisión unánime. [4]
El 22 de abril de 2017, Schwarz ganó contra el bosnio Adnan Redzovic (40-1-0), de 40 años, por el vacante título Intercontinental de peso pesado de la OMB por KO en la segunda ronda. [5]
El 21 de abril de 2018, Schwarz compitió contra otro púgil alemán, hasta ese momento también invicto: Senad Gashi. En una pelea muy controvertida, Gashi asestó varios golpes de cabeza que provocaron su descalificación en la sexta ronda del combate. Hasta entonces, la pelea era equilibrada, con Schwarz siendo golpeado severamente en varias ocasiones por un agresivo contrincante al que superaba en 13 pulgadas de estatura. [6] En el mismo año, Schwarz obtuvo dos nuevas victorias por nocaut contra el mexicano Julián Fernández [7] y su compañero alemán Christian Lewandowski de Griefswald. [8]
En marzo de 2019, defendió su título Intercontinental de peso pesado de la OMB contra Kristijan Krstacic de Croacia y continuó invicto tras 24 combates profesionales. [9] [10] Días después, se anunció que se enfrentaría al ex campeón inglés de la revista World Heavyweight Lineal Ring, Tyson Fury, conocido como el "Gipsy King" (Rey Gitano), en una pelea de 12 asaltos el 15 de junio de 2019 en Las Vegas, Estados Unidos. [11]
"Creo que Tyson Fury es el mejor boxeador del mundo", comentó Schwarz, antes de la pelea. "Nadie más tiene su estilo. Nadie más puede hacer lo que él hace. No es fácil entrenar para su estilo. Todo lo que puedo hacer es luchar contra él, ver la situación y ajustarme a medida que avanza (...) Si gano, tendré otra vida".
Fue una cómoda victoria para el inglés por KO técnico justo antes de finalizar el segundo asalto (2:54).